# Hwang In-sun
Hwang In-sun (13 de enero de 1987) es una cantante y personalidad de la televisión surcoreana.

## Carrera
Participó en Produce 101, con el tema Pick Me junto al resto de las participantes que obtuvo 893,723 descargas
Realizó una colaboración en el tema 24 Hours de Make Some Noise, la cual vendió 204,742 copias
Igualmente participó en Society Game.

## Discografía

### Sencillos
| Título                     | Año  |
| -------------------------- | ---- |
| "DoBiDoBob" (como SMILE.G) | 2014 |
| "Sarangae"                 | 2015 |
| "Emoticon"                 | 2016 |
| "Hwang Ya"                 | 2017 |
| "Rainbow"                  | 2017 |

## Filmografía

### Programas de variedades
| Año  | Programa            | Red         | Funciones  | Notas                                |
| ---- | ------------------- | ----------- | ---------- | ------------------------------------ |
| 2020 | King of Mask Singer | MBC         | ella misma | concursante como "Half-half Chicken" |
| 2016 | Produce 101         | Mnet        | ella misma | concursante                          |
| 2016 | Plan Man            | tagTV, MODA | ella misma | elenco                               |
| 2016 | Society Game        | tvN         | ella misma | concursante                          |